# Trovolhue
Trovolhue es una localidad semiurbana, con una población aproximada de 4550 habitantes, perteneciente a la comuna de Carahue, y se encuentra ubicada en la  IX Región de la Araucanía,  Provincia de Cautin, Chile, distante a 77 kilómetros de la ciudad de Temuco, a 22 km al norponiente de la ciudad de Carahue, de la cual depende administrativamente.

## Ubicación
Las coordenadas geográficas aproximadas de la localidad son:
Latitud: -38.630371 
Longitud: -73.315514
La distancia existente de la localidad de Trovolhue, respecto de otros centros urbanos colindantes es: Nueva Imperial (55 km), Nehuentúe: (24 km), Puerto Domínguez: (77 km), Puerto Saavedra: (32 km).
La localidad de Trovolhue limita con:
- Al norte: sector rural  Las Ñochas y Pilmaiquenco
- Al sur: con el  canal San Juan y la Comunidad Indígena Francisco Lázaro Marivil.
- Al oeste: estero San Juan de Trovolhue y el Fundo Santa Teresa.
- Al este: El Peral.

El acceso a la localidad se realiza a través de la ruta S-114, que va desde Carahue a Trovolhue. El 95% de la ruta presenta asfalto completo desde la intersección con el camino a Nehuentue

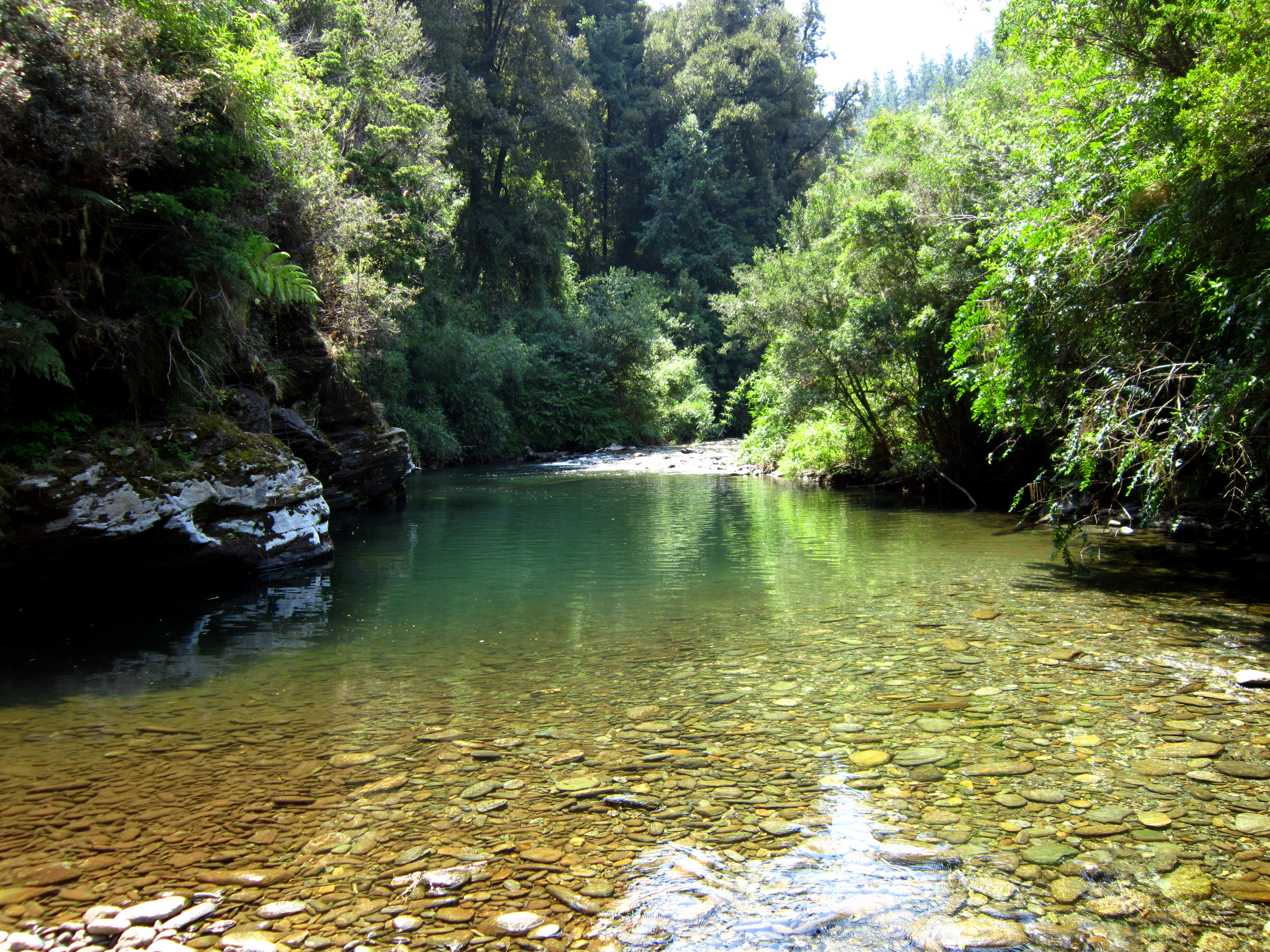
Altos del río Trovolhue

Se puede acceder a la ciudad a través de la calle Manuel Rodríguez hasta Avenida Centinela.
También se puede acceder a Trovolhue por las localidades rurales aledañas, por caminos de ripio o de tierra, vinculándose de esta forma con el Sector Suazo, Alto Yupehue, Machaco, Tranapuente, Las Ñochas, Pilmaiquenco, entre otras.
En general, el camino a Trovolhue desde Carahue, principal vía de acceso, está conformada en su topografía mayormente por lomajes y quebradas del bosque solevantado de la cordillera de Nahuelbuta.  Existe además un sector de vegas ubicadas en los márgenes del Río Imperial y el río Moncul, donde predominan las colinas bajas.  Emplazada en el valle del río moncul, en su nacimiento por la confluencia de los esteros El Peral o Centinela y San Juan de Trovolhue, ocupando rellenos del fondo del valle El Peral y remontando a gran altura por su vertiente oriental. Sus coordenadas geográficas aproximadas son 73° y 19.º de latitud sur.
Trovolhue se encuentra enclavado entre cuatro cerros: Pilmaiquenco (al norte), Loncoyamo (al suroeste), Tren Tren (al oeste) y Huedaquintue (al sur).

## Transporte
Se puede viajar a través de empresas de buses: Transportes Nar Bus, Minibuses y taxis colectivos de empresarios locales.
La empresa Berr Tur, hace viajes desde Trovolhue a Santiago y viceversa. Esta es la única empresa que ópera en esta localidad.

## Historia
El nombre Trovolhue deriva del Mapudungun, originalmente Trüfülwe que significa "lugar polvoriento". Esta localidad se encontraba primitivamente en el sector bajo de la actual localidad, bordeando las denominadas "Lagunas de Trovolhue", zona donde nace el río Puyangue, que se transforma a poco andar en el río Moncul. Por efectos del terremoto de Valdivia de 1960 se produce un 

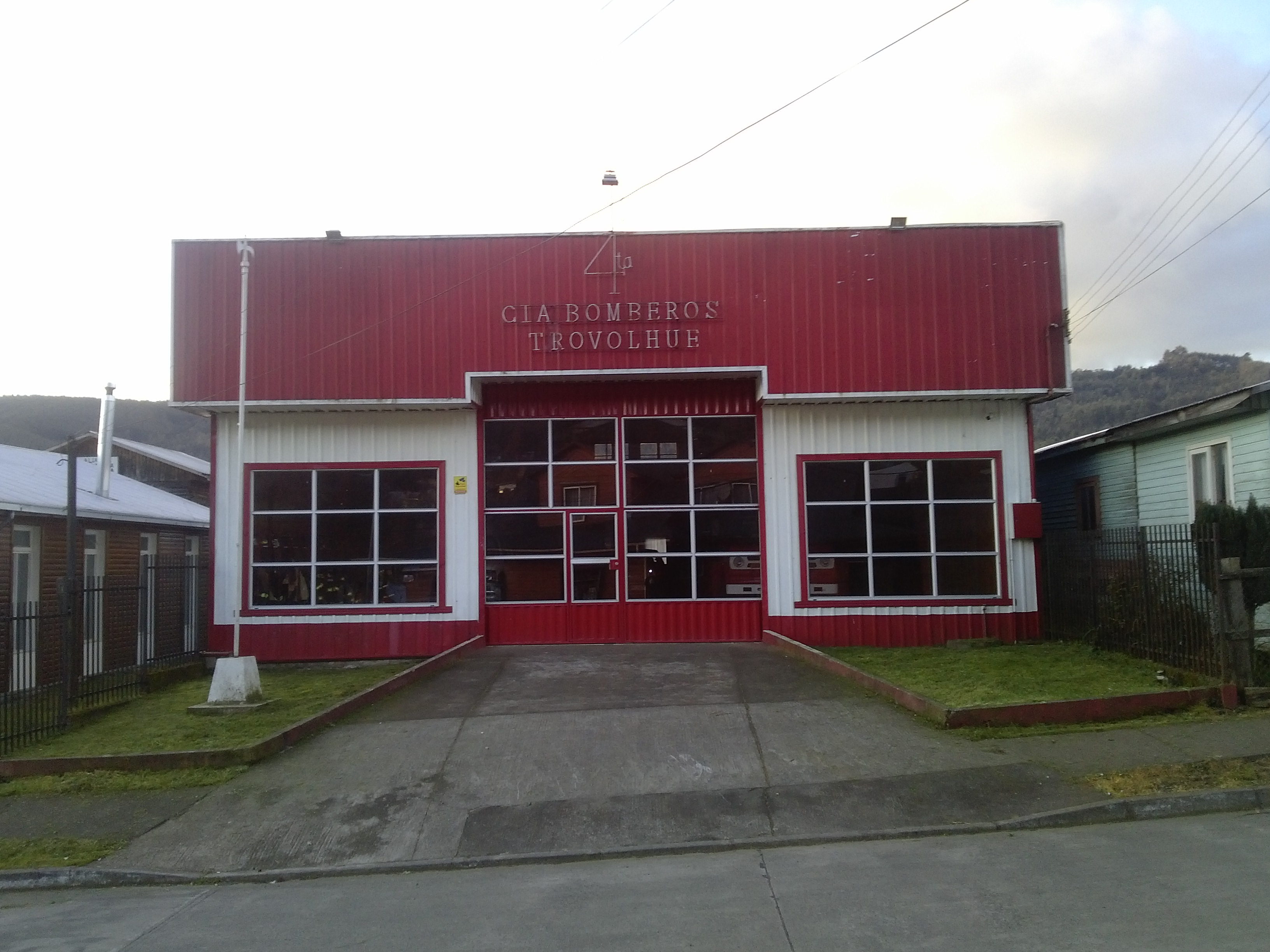
Compañía de Bomberos de Trovolhue

asentamiento de los suelos, lo que provoca inundaciones en el villorrio. En consideración a las malas condiciones de salubridad que derivan de esto, el cura párroco de la época, Pedro Contreras, promueve reuniones y hace gestiones ante el Ministerio de Tierras y Colonización para obtener una erradicación del pueblo. Aun cuando los terrenos altos pertenecían a reducciones mapuches, al cabo de aproximadamente 4 años, se logra el objetivo emplazándolo en su nueva localización.
Trovolhue era el último poblado que relacionaba un amplio sector del nor-poniente de la provincia con los centros de distribución y abastecimiento. La carencia de vías terrestres tanto hacia este sector como hacia Carahue obligaron al cabotaje fluvial, que significaba aumentar la distancia de transporte en aproximadamente cuatro veces.
La base económica del sector estaba constituida fundamentalmente por la explotación de madera y por una industria productora de tanino que se extraía de la corteza del lingue.  Esta fábrica funcionó hasta aproximadamente la década de 1940 y produjo un significativo daño ecológico debido a que se montó un poder comprador de corteza y al extraerla en forma fácil de los árboles en pie, sin asociarla con la explotación de la madera, significó la muerte generalizada de estos.

## Medios de comunicación

### Radioemisoras
FM
- 90.1 Radio Mirador
- 93.3 Radio Edelweiss
- 100.5 Radio Nuevo Tiempo
- 104.1 Radio Armonía
- 107.1 Romilo Adriazola

### Televisión
TDT
- 9.1 TVN
- 9.2 NTV
- 11.1 Chilevisión
- 11.2 U Chile

### Internet
La única compañía con la que se puede tener internet es CTR, con una velocidad máxima de sólo 1 MB (115 kb/s aproximadamente). También se puede tener internet móvil 4G por medio de las compañías telefónicas (Movistar, Entel y WOM) e internet satelital con una velocidad máxima de 25 MB por medio de la compañía multinacional estadounidense HughesNet.
A mediados del año 2023 llegó otra compañía de internet por fibra óptica, Duonet es una empresa chilena, ahora los habitantes alcanzan velocidades de hasta 940 megas